# Sylvia Iparraguirre
Sylvia Iparraguirre (Junín, 4 de julio de 1947) es una escritora y docente argentina. Considerada una de las autoras contemporáneas más destacadas de la Argentina, participó, junto a su esposo Abelardo Castillo, de las revistas literarias El Escarabajo de Oro y El ornitorrinco. Como investigadora, se desarrolló en el área de lingüística del Conicet.
Publicó cuatro libros de cuentos y seis novelas, que fueron traducidas a los idiomas inglés, alemán, italiano, portugués, francés, neerlandés y hebreo. En 1999, su segunda novela, La tierra del fuego (1998), recibió el Premio Sor Juana Inés de la Cruz, el Premio de la Crítica de la Fundación El Libro y el Premio Club de los XIII.

## Biografía
Sylvia Iparraguirre nació en Junín, provincia de Buenos Aires, el 4 de julio de 1947. Con sus padres, Pablo Iparraguirre y Elsa María Ghigliotto, y su hermana Elsa, pasó su infancia y adolescencia entre Los Toldos y Junín, lugares de origen de su familia paterna y materna. Los pueblos y ciudades chicas de provincia van a entrar como tema o como ámbito en varios de sus relatos y novelas. Termina el colegio secundario en Junín y a los dieciocho años se muda a Buenos Aires. Cursa la carrera de Letras en la Facultad de Filosofía y Letras de la Universidad de Buenos Aires.
Es escritora y ensayista. En noviembre de 1969 conoce al escritor Abelardo Castillo con quien se casa en 1976. Participó de la revista literaria El Escarabajo de Oro y fue cofundadora junto a Abelardo Castillo y Liliana Heker de El Ornitorrinco (1977/1986), la revista que la continuó, considerada la primera publicación de resistencia cultural durante la dictadura militar (1976/1983). En estas revistas comenzó a publicar sus primeros cuentos y ensayos.
Publicó cuatro libros de cuentos: En el invierno de las ciudades (1988); Probables lluvias por la noche (1993), El país del viento (2003) y Del día y de la noche (2015).
Su primera novela fue El Parque (1996). Su segunda novela La tierra del fuego (1998), traducida a 11 lenguas (publicada en Cuba, Brasil y Estados Unidos). Su siguiente novela, El muchacho de los senos de goma (2007) fue traducida al holandés y al alemán. Luego publica la novela La orfandad (2010) traducida al italiano, a la que siguió Encuentro con Munch (2013). 
Publicó una extensa crónica: Tierra del Fuego, una biografía del fin del mundo, en colaboración con el fotógrafo Florian von der Fecht (2000, segunda edición bilingüe español/inglés Editorial Photo Design, 2009). En 2018 publicó una autobiografía como lectora: La vida invisible de editorial Ampersand.
Su último libro publicado es Clases de literatura rusa, de editorial Alfaguara (2023).
Fue antóloga, editora y prologuista de diversos volúmenes de interés cultural, entre los que se destacan: La cultura argentina: de la dictadura a la democracia, volumen doble 517-519 (julio-septiembre), de la revista Cuadernos Hispanoamericanos, Madrid, 1993; La literatura argentina por escritores argentinos - narradores, poetas y dramaturgos, Edición de la Biblioteca Nacional, colección Ensayos y Debates, Buenos Aires, 2009; Antología del cuento argentino del siglo XX, edición especial bilingüe (español/inglés) de la Cancillería Argentina para la Feria de Fráncfort, Buenos Aires, 2010. Y, posteriormente, Antología del cuento argentino (edición ampliada), para la Feria del Libro de Guadalajara, México, donde la Argentina fue invitada de honor.
En su trayectoria académica se especializó en el área de sociolingüística y realizó una investigación de campo que fue su tesis de doctorado. Posteriormente se dedicó a la obra del teórico y pensador ruso Mijaíl Bajtín. Fue parte del Concejo Nacional de Investigaciones Científicas y Técnicas (CONICET) y trabajó en el Instituto de Lingüística de la Facultad de Filosofía y Letras (UBA) donde ha participado de diversos proyectos de investigación. Actualmente dicta un seminario de posgrado en la facultad de Filosofía y Letras (UBA), en la Maestría de análisis del discurso.
Desde hace más de treinta años colabora, es fundadora o forma parte de diversas asociaciones proteccionistas y ambientalistas.

- Archivo:Sylvia_Iparraguirre_(1982).jpg
- Archivo:Sylvia_Iparraguirre_por_Abelardo_Castillo.jpg

## Obra

### Novela
- El parque (1996, Alfaguara)
- La tierra del fuego (1998, Alfaguara)
- El muchacho de los senos de goma (2007, Alfaguara)
- La orfandad (2010, Alfaguara)
- Encuentro con Munch (2013, Alfaguara)
- Antes que desaparezca (2021, Alfaguara)

### Cuento
- En el invierno de las ciudades (1988, Galerna)
- Probables lluvias por la noche (1993, Alfaguara)
- El país del viento (2003, Alfaguara)
- Narrativa breve (2005, Alfaguara)
- Del día y de la noche (2015, Galerna)
- Cuentos reunidos (2024)

### Ensayo
- La vida invisible (2017, Ampersand)
- Clases de literatura rusa (2023, Alfaguara)

## Premios
- Primer Premio Municipal de Literatura por En el invierno de las ciudades, 1986.
- “Mejor libro publicado en el año”, Premio de la Crítica en la XXV Feria del Libro de Buenos Aires por La Tierra del Fuego, 1999.
- Premio Club de los 13 de Buenos Aires por La Tierra del Fuego, 1999.
- Premio Sor Juana Inés de la Cruz, México, 1999, entregado en la Feria Internacional del Libro de Guadalajara, por La Tierra del Fuego.
- Premio Eikon en «Comunicación con la Comunidad» por Tierra del Fuego – Una biografía del fin del mundo, 2001.
- «Mejor libro de cuentos juvenil» por la Asociación de Literatura Infantil y Juvenil Argentina” (Feria del Libro de Buenos Aires, 2004), por El país del viento.
- Premio “Esteban Echeverría” a la trayectoria, 2012.
- Premio Konex de Platino en novela por Encuentro con Munch, 2014.

## Traducciones

#### La tierra del fuego
- 1999: alemán, Land der Feuer, Berlín. Traducción: Enno Petermann.

- 2000: inglés, Tierra del fuego, Curbston Press, Willimantic, CT. USA. Traducción: Hardie St. Martin
- 2001: alemán, tercera edición por Fisher Taschenbuch Verlag.
- 2001: italiano, La terra del fuoco, Einaudi Editore, Torino. Traducción: Paola Tomasinelli.
- 2001: portugués, A terra do fogo, Ediciones ASA, Porto, Portugal. Traducción: Jorge Fallorca.
- 2001: portugués, A terra do fogo, Editora Record, San Pablo, Brasil. Traducción: Marcos Santarrita.
- 2001: holandés, Vuur land, De Geus-Novib, Breda, Holanda. Traducción: Adri Boon.
- 2002: francés, La Terre de feu, Editions Metailie, Paris. Traducción: Bertille Hausberg
- 2011: hebreo, La tierra del fuego, Editorial Carmel, Jerusalén. Traducción: Susana Navón
- 2016: griego, La tierra del fuego, Editorial Librería Española, Atenas.

#### El Parque
- 2004: italiano, Luna Park, Crocetti Editore, Milano. Traducción: Claudio Cinti.

#### El muchacho de los senos de goma
- 2010: alemán, Der Junge mit den Gummibrüsten, Stockmann Verlag. Traducción Sabine Giersberg.
- 2011: holandés, Een wintervertelling uit Buenos Aires (Cuento de invierno en Buenos Aires), De Geus, Breda, Holanda.
- 2012: italiano, Il ragazzo dei seni di gomma, Ed. L’Asino D’Oro, Roma, Italia.

#### La orfandad
- 2014: italiano, Sotto questo cielo, Ed. L’Asino D’Oro, Roma, Italia

#### Cuentos
- 1992: Hand in hand alongside the tracks - Contemporary Argentine Stories, edition de Norman Thomas DiGiovani, Constable, London.